# Van Wijnbergen
Van Wijnbergen (ook: Van Wijnbergen tot Bussloo) is een uit Wijnbergen (Doetinchem) afkomstige familie waarvan leden sinds 1822 tot de Nederlandse adel behoren.

## Geschiedenis
De stamreeks begint met Sweder van Wijnbergen die in 1392 werd beleend met Radeland bij Doesburg en in 1402 met Wimborch (Wijnbergen). Voor twee nazaten, Theodorus Franciscus Ignatius baron van Wijnbergen tot Bussloo, heer van Radeland en Bussloo (1793-1865) en zijn broer, werd bij Koninklijk Besluit van 26 april 1822 voor hen en hun nakomelingen erkend de door hen vanouds gevoerde titel van baron.
De tak van Bussloo ontstond door huwelijk in 1775 van een Van Wijnbergen met Th. O. van Dorth tot Medler, vrouwe van Bussloo (1757-1795), die de havezate Bussloo en het gelijknamige landgoed inbracht, welke tot 1994 in het geslacht Van Wijnbergen is gebleven.

## Enkele telgen
Jhr. Hendrik Willem van Wijnbergen, heer van Eerbeek en Bussloo (1737-1816), benoemd in 1814 in de Ridderschap van Gelderland; trouwde in 1775 met Theodora Oliviera van Dorth tot Medler, vrouwe van Bussloo (1757-1795), lid van de familie Van Dorth, waardoor Bussloo in de familie Van Wijnbergen kwam
- Jkvr. Maria Aletta Wilhelmina Barbara van Wijnbergen (1778-1855); trouwde in 1799 met mr. Olivier Gerrit Willem Joseph baron Hacforst tot ter Horst (1768-1824), lid Grote Vergadering, Ridderschap en Provinciale Staten van Gelderland
- Joannes Wilhelmus Aloijsius baron van Wijnbergen, heer van Bussloo (1779-1849)
- Jkvr. Cornelia Maria Theresia Josepha van Wijnbergen (1790-1881); trouwde in 1811 met mr. Alexander Wilhelmus Johannes Joseph baron van Hugenpoth tot Aerdt (1780-1859), minister
- Theodorus Franciscus Ignatius baron van Wijnbergen, heer van Bussloo (1793-1865), lid Ridderschap en Provinciale Staten van Gelderland
  - Ferdinandus Maria Alexander Josephus Johannes baron van Wijnbergen (1834-1920), lid gemeenteraad en wethouder van Apeldoorn
    - Theodorus Olivierus Maria Josephus baron van Wijnbergen (1864-1937), notaris
      - Prof. mr. Sijward Ferdinand Lodewijk baron van Wijnbergen (1913-2006), hoogleraar staatsrecht, bestuursrecht en bestuurskunde, en rector magnificus aan de Katholieke Universiteit Nijmegen
        - Prof. dr. Sweder Jan Gijsbert baron van Wijnbergen (1951), econoom

    - Mr. Antonius Ignatius Maria Josephus baron van Wijnbergen (1869-1950), Tweede Kamerlid
      - Dr. Sweder Ferdinandus Antonius Canisius Maria baron van Wijnbergen (1897-1967), burgemeester; trouwde in 1937 met jkvr. Judy Michiels van Kessenich (1901-1972), beeldend kunstenares, lid van de familie Michiels en dochter van het latere Eerste Kamerlid  mr. Georges Alphonse Hubert baron Michiels van Kessenich (1869-1947)

    - Judith Maria Assuera Theresia Ignatia barones van Wijnbergen (1872-1940); trouwde in 1900 met mr. Jean Baptiste Louis Corneille Charles baron de Wijkerslooth de Weerdesteyn, heer van Wulven, Schalkwijk en Weerdesteyn (1873-1936), lid Tweede Kamer en Raad van State

  - Constantinus Maria Theordorus Augustus Christianus baron van Wijnbergen tot Bussloo, heer van Bussloo (1842-1905)
    - Mr. Sweder Franciscus Maria Petrus Antonius baron van Wijnbergen, heer van Bussloo (1884-1914), advocaat
      - Dorothée Louise Antoinette Adolphine Maria barones van Wijnbergen, vrouwe van Bussloo (1912-1994); trouwde in 1933 met jhr. mr. Maurits Peter Marie van Karnebeek (1908-1985), burgemeester en diplomaat